# Арис
Ари́с (каз. Арыс) — місто обласного підпорядкування у складі Туркестанської області Казахстану. Адмінінстративний центр Ариської міської адміністрації.
Населення — 50370 осіб (2021; 37996 у 2009, 38680 у 1999, 33523 у 1989).
Місто є значним залізничним вузлом, тут є також підприємства з обслуговуванню залізничного транспорту. Навколо Ариса знаходяться зарості цитварного полину — сировини для виробництва сантоніну.
2023 року до складу міста включена територія ліквідованого сусіднього села Сирдар'я Ходжатогайського сільського округу.

## Вибухи на військових складах
24 червня 2019 року о 9:20 на військовому складі на півдні Казахстану в містечку Арис стався потужний вибух.